# 추어전기
《인어신부》(追鱼传奇)는 2013년 방송되었던 중국의 드라마이다.

## 줄거리
- 용왕의 생신 잔치에 바칠 선물을 고민하던 인어 홍릉은 인간 세상의 귀한 물건을 구하기로 한다. 진심으로 사랑하는 연인이 혼인할 때 사용하는 붉은 비단이 경사스러운 물건임을 알고 이를 얻기 위해 어려서부터 정혼한 사이인 장진과 금모란을 찾아간다. 홍릉은 두 사람이 진심으로 사랑할 수 있도록 변신술까지 써가며 애를 쓰지만 의도와는 다르게 장진에 대한 홍릉의 마음만 점점 커져가는데…

## 등장 인물
- 자오리잉 - 홍능 역
- 관지빈 (Kenny Kwan) - 장진 역
- 다이자오첸 - 금모란 역
- 정자준 (丁子峻) - 전풍 역
- 이자웅 (Waise Lee) - 금총 역
- 조형월 (曹馨月) - 당심 역
- 백산 (白珊) - 금약란 역
- 장명명 (张明明) - 용태자 역

## 참고 사항
- 2022년 9월 7일 중국에서 방송한지 10년만에 중화TV에서 VOD저작권을 구입했다 국내 방송일정은 11월14일 이다